# Chinees-Vietnamese Oorlog
De Chinees-Vietnamese oorlog (Derde Indochina-oorlog) was een korte maar bloedige oorlog, die zich afspeelde in 1979 tussen China en Vietnam. China lanceerde offensieven als antwoord op de Vietnamese invasie en de daarop volgende bezetting van Cambodja. Deze oorlog beëindigde het bewind van de Rode Khmer, onder leiding van Pol Pot. De oorlog bracht bij lange na niet het gewenste effect dat de Chinese machthebbers hadden gehoopt en de Chinese troepen trokken zich na een kortdurende bezetting van enkele grensgebieden uit Noord-Vietnam terug. Dit ondanks het feit dat de beste Vietnamese troepen niet aan de strijd konden deelnemen.

## Achtergrond
China had Noord-Vietnam enigszins gesteund in eerdere conflicten, waarbij de Sovjet-Unie slechts nominale steun had verleend. China en de Sovjet-Unie waren bondgenoten geweest in de Koude Oorlog, maar waren na Stalins dood en het Rode schisma uit elkaar gedreven.
De Chinees-Vietnamese vriendschap was ook sinds 1975 behoorlijk bekoeld. China had in 1974 de Paraceleilanden op Zuid-Vietnam veroverd, en hoewel Noord-Vietnam officieel afstand van deze claim had gedaan aasden de Vietnamezen nog steeds op de eilanden en zou Vietnam zelfs later de claim hernieuwen. Op de achtergrond was daarbij de latente angst aanwezig van de Vietnamezen voor het veel grotere en machtige China. Toen de Sovjet-Unie diplomatieke toenadering zocht, ging Vietnam hier op in tot ongenoegen van de Chinezen, die zich omsingeld voelden. Op 3 november 1978 sloten Vietnam en de Sovjet-Unie een militair bijstandsverdrag, wat in China uitermate slecht viel. China zocht op zijn beurt toenadering tot de Verenigde Staten, de tegenstander van de Sovjet-Unie in de Koude Oorlog, en van Vietnam in de Vietnamoorlog. De Vietnamezen probeerden de Amerikanen tevergeefs te paaien maar in Washington werd de voorkeur gegeven aan normalisering van de relatie met China boven die met Vietnam. Daar kwam bij dat China rond die tijd begon te experimenteren met een vrijemarkteconomie.
De Vietnamezen hadden op hun beurt een en ander te stellen met de Rode Khmerstaat Democratisch Kampuchea. De Rode Khmer waren bondgenoten maar zij zagen ook de paternalistische opstelling van Noord-Vietnam en de Vietcong als een bedreiging. Bovendien waren er voortdurend schermutselingen en grensgeschillen rondom het eiland Phu Quoc en de aan Cambodja grenzende delen van Vietnam waar nog etnische Khmer woonden. De Rode Khmer voerden grote anti-Vietnamese zuiveringen door en tegen 1977 waren er voortdurend grensconflicten. Uiteindelijk besloten de Vietnamezen na verscheidene strafexpedities dat het genoeg was en dat de Rode Khmer moesten worden afgezet.

## Vietnamees-Cambodjaanse oorlog
Zowel in Pnomh Penh als in Beijing besefte men in 1978 dat de Vietnamezen een volledige invasie voorbereidden. De Chinezen hadden de Rode Khmer van wapens en instructeurs voorzien maar het was niet voldoende om compensatie te bieden voor het feit dat de Rode Khmer slecht georganiseerd en slecht geleid waren, en bovendien een groot deel van de bevolking van zich vervreemd hadden. Toen op 26 december 1978 de aanval inderdaad kwam wisten de Vietnamezen al snel de beste vooruitgeschoven Rode Khmereenheden te omsingelen en te verslaan. Phomh Penh viel op 7 januari 1979, en op 15 januari bezetten de Vietnamezen Sisophon. De Vietnamezen brachten een nieuwe regering aan de macht, de KUFNS. Ze konden echter slechts de grote steden en wegen bezetten. Terwijl op het platteland, met name in West-Cambodja, de Rode Khmer alom aanwezig en actief bleef.
De Chinezen hadden inmiddels zelf een aanval op Vietnam gepland. Men hoopte hiermee de Vietnamezen te dwingen zich terug te trekken uit Cambodja, zodat hun bondgenoot de Rode Khmer de macht kon heroveren. De Amerikanen waren hiermee bekend: Deng Xiaoping had op 1 januari 1979 tijdens een historisch bezoek aan de Verenigde Staten de volgende woorden tegen Jimmy Carter gezegd: '小朋友不听话，该打打屁股了' ('Ongehoorzame kinderen moeten een pak op de billen krijgen!'). Ondertussen mobiliseerden de Chinezen ook hun legereenheden in het noorden, en waarschuwden de Sovjet-Unie zich erbuiten te houden.
Op 17 februari 1979 volgde de daadwerkelijk invasie.

## Verloop
De Chinezen bezetten een 15–20 km brede zone langs de grens. Vietnam mobiliseerde enkele duizenden grenstroepen die guerrillatactieken tegen de Chinese overmacht hanteerden. Ongeveer 300.000 man werden achtergehouden voor de verdediging van Hanoi. De Chinezen rukten op tot bij Lạng Sơn, waar ze halt hielden. Men hoopte dat de Vietnamese eenheden uit bezet Cambodja zouden terugtrekken, maar de Vietnamezen doorzagen de truc en deden dit niet. China wenste niet verder op te rukken uit angst de oorlog te doen escaleren en de Sovjet-Unie te prikkelen. Toen het duidelijk werd dat de Vietnamezen zich niet uit de tent lieten lokken, viel het Chinese leger alsnog Lang Son aan en bezette de stad op 6 maart na een bloedige strijd. Ook bij Cao Bằng, Hoang Lien Son, Lai Chau en Quang Ninh vonden gevechten plaats. Telkens zetten de Vietnamezen slechts lichte eenheden in die zich terugtrokken en de Chinezen middels guerrillatactieken grote schade toebrachten. Op 6 maart 1979 verklaarde China ten slotte dat de weg naar Hanoi open was en hun strafexpeditie dus een succes was. Op de terugtocht werden door de Chinese troepen grootschalige vernielingen en plunderingen aangericht om de Vietnamese aanvalscapaciteit te schaden.

## Gevolg
Beide zijden hadden naar verhouding enorme verliezen geleden maar claimden de overwinning. China beweerde de Vietnamese weerstand te hebben gebroken terwijl Vietnam beweerde dat zijn grenstroepen een veel grotere Chinese invasiemacht hadden weten te weerstaan. Beide zijden liepen ook grote economische schade op door de oorlog. Met name Vietnam was hier de verliezer met de infrastructuur van de noordelijke provincies in puin.
Politiek was het van belang dat China niet succesvol was geweest in de zin dat de Vietnamezen hun troepenmacht in Cambodja handhaafden. Aan de andere kant hadden de Chinezen wel aangetoond dat de Sovjets hun Vietnamese bondgenoot niet konden beschermen. Het was duidelijk dat iedere Russische poging de invloedssfeer in Zuidoost-Azië uit te breiden niet slechts op Amerikaanse maar ook op Chinese weerstand zou stuiten. Op 3 april 1979 zegde China het vriendschapsverdrag met de Sovjet-Unie op en tot het uiteenvallen van de Sovjet-Unie zouden de relaties vijandig blijven. Van belang voor de Chinese binnenlandse politiek was dat Deng de mislukking van de strafexpeditie kon gebruiken om verschillende aanhangers van de orthodoxe maoïstische leer te vervangen, en het leger te herorganiseren.